# Dummer
Dummer é um vilarejo localizado em Hampshire, Inglaterra, a seis milhas de Basingstoke. De acordo com o censo britânico de 2001, o vilarejo tinha uma população de 643 habitantes.